# Austropurcellia acuta
Espèce
Austropurcellia acuta est une espèce d'opilions cyphophthalmes de la famille des Pettalidae.

## Distribution
Cette espèce est endémique du Queensland en Australie. Elle se rencontre dans la forêt de Mapleton.

## Description
Le mâle holotype mesure 2,1 mm.

## Publication originale
- Popkin-Hall & Boyer, 2014 : « New species of mite harvestmen from southeast Queensland, Australia greatly extend the known distribution of the genus Austropurcellia (Arachnida, Opiliones, Cyphophthalmi). » Zootaxa, no 3827, p. 517–541.